# Darsalam (Ouagadougou)
Pour les articles homonymes, voir Darsalam.
Darsalam est une localité du département de Ouagadougou, dans la province de Kadiogo (région Centre) au Burkina Faso. En 2006, cette localité comptait 557 habitants dont 54,6 % de femmes.